# Kaasamatala (klippa, lat 65,20, long 25,25)
Kaasamatala är en klippa i Finland.   Den ligger i kommunen Uleåborg i den ekonomiska regionen  Uleåborgs ekonomiska region  och landskapet Norra Österbotten, i den centrala delen av landet, 600 km norr om huvudstaden Helsingfors.
Terrängen runt Kaasamatala är mycket platt. Havet är nära Kaasamatala västerut. Runt Kaasamatala är det ganska glesbefolkat, med 36 invånare per kvadratkilometer. Närmaste större samhälle är Haukipudas, 5,5 km sydost om Kaasamatala. 